# Hilmar Lotz
Hilmar Lotz (* 10. August 1922 in Lenderscheid; † 20. Dezember 2009 in Detmold) war ein deutscher Verwaltungsjurist, Oberkreisdirektor des Kreises Detmold und nach der Zusammenlegung der Kreise Detmold und Lemgo der erste Oberkreisdirektor des Kreises Lippe.

## Leben
Hilmar Lotz wurde am 10. August 1922 als achtes von neun Geschwistern in Lenderscheid geboren. Er war Sohn des Landwirtes Konrad Lotz und der ehemaligen Dienstmagd Anna Martha Lotz (geborene Zugreif). Im Jahr 1951 heiratete er die Lehrerin Ilse Wienkoop, mit der er zwei Töchter hatte. Am 20. Dezember 2009 verstarb Hilmar Lotz im Alter von 87 Jahren in Detmold.

## Berufliche Laufbahn
Hilmar Lotz besuchte die Volksschule und das Realgymnasium in Homberg, das er 1940 wegen seiner Einberufung zum Wehrdienst mit der vorzeitigen Zuerkennung der Reife verließ.
Bis zum Ende des Zweiten Weltkrieges diente er in der Wehrmacht und hatte zuletzt den Dienstgrad eines Majors in der Fallschirm-Panzer-Division 1 Hermann Göring inne.
Unmittelbar nach dem Ende des Krieges begann Hilmar Lotz im Jahr 1945 sein Studium der Staats- und Rechtswissenschaften an der Georg-August-Universität Göttingen.
Nach der erfolgreichen Absolvierung seiner ersten juristischen Staatsprüfung war er im Rahmen eines dreijährigen Vorbereitungsdienstes als Referendar in Holzminden, Celle und in der Regierung in Hildesheim eingesetzt. Nach Abschluss der großen juristischen Staatsprüfung trat Hilmar Lotz am 10. April 1953 beim niedersächsischen Innenministerium in den Staatsdienst ein. Ab 1954 arbeitete er als Regierungsassessor bei der Regierung in Hildesheim. In den darauffolgenden Jahren erfolgten in Hildesheim seine Ernennung zum Regierungsrat, später auch die zum Oberregierungsrat.
Bereits 1955 übernahm der Verwaltungsjurist eine Dozententätigkeit für die Beamtenanwärter des gehobenen Dienstes und die Verwaltungsangestellten in Niedersachsen. Im Zeitraum von 1961 bis 1964 folgte eine Mitgliedschaft in der Prüfungskommission für die große juristische Staatsprüfung beim Niedersächsischen Justizministerium.
Nach seiner Wahl zum Oberkreisdirektor des Kreises Detmold am 16. November 1963 übte Hilmar Lotz dieses Amt vom 3. März 1964 bis zum 31. Dezember 1972 aus (Diagramm 1).
Nach der Zusammenlegung der Kreise Detmold und Lemgo zum Kreis Lippe am 1. Januar 1973 war zunächst der Oberkreisdirektor des Kreises Lemgo Hellmuth Krüger mit der Leitung der Verwaltung betraut. Am 13. Juni 1973 wurde im Kreistag Lippe die Wahl zum Oberkreisdirektor des neuentstandenen Kreises Lippe durchgeführt, die Hilmar Lotz mit einer Stimme Mehrheit gewann (Diagramm 2). Die Amtszeit von Lotz endete nach zwölf Jahren am 14. Juli 1985.
Sowohl während seiner insgesamt 21-jährigen Amtszeit als auch als Oberkreisdirektor a. D. war Hilmar Lotz in zahlreichen Vereinen und Ehrenämtern tätig und wurde mehrfach für sein besonderes Engagement ausgezeichnet (siehe Tabelle unten). Bis zu seinem Tode hielt er politische und geschichtliche Vorträge, in denen er sein Wissen auf diesen Gebieten an seine Zuhörer weitergab.

## Besondere Verdienste

### Kommunale Neugliederung (1969–1970)
Eine der größten Herausforderungen für den Oberkreisdirektor war die kommunale Neugliederung. Hilmar Lotz selbst bezeichnete diese Aufgabe und ihre Auswirkungen als ein Jahrhundertwerk. „Die Reform war eine Herausforderung unserer Zeit, meiner Generation als Aufgabe gestellt, die wir lösen mussten, um die Aufgaben der Zukunft meistern zu können. Sie hat große Opfer verlangt, sie hat aber auch große Chancen eröffnet. Die Reform hat sich bewährt. Die neugeschaffenen 16 Städte und Gemeinden in Lippe sind mit Leben erfüllt; beim Kreis haben wir mit Phantasie und mit Weitblick geplant und gehandelt.“

### Zusammenlegung der Kreise Detmold und Lemgo
Der Name Hilmar Lotz ist darüber hinaus zwingend mit der Zusammenlegung der Kreise Detmold und Lemgo im Jahr 1973 verbunden, die er an verantwortlicher Stelle begleitete und anschließend auch als Verwaltungschef organisatorisch vollzog.
Am 19./20. Dezember 1968 fassten der Lemgoer und der Detmolder Kreistag Beschlüsse, die eine Zusammenlegung der beiden Kreise herbeiführte. Am 1. Januar 1973 konnte das Vorhaben nach langwierigen Planungen in die Tat umgesetzt werden. Die beiden Altkreise Detmold und Lemgo verschmolzen zum Kreis Lippe.

### Detmold als Hauptsitz der Kreisverwaltung
Nach der kommunalen Gebietsreform stellte sich Hilmar Lotz der nächsten „Herkules-Aufgabe“, der Bildung einer neuen Kreisverwaltung, die in der Lage sein sollte, die Aufgaben der Zukunft zu lösen. Zuvor entbrannten im Kreistag kontroverse Diskussionen darüber, wo der Hauptsitz und somit ein noch zu bauendes Verwaltungsgebäude des Kreises Lippe anzusiedeln sei. Die Entscheidung musste zwischen den Städten Detmold und Lemgo getroffen werden, den Hauptsitzen der ehemaligen Altkreise. Letztlich konnte sich die Fraktion um Oberkreisdirektor Hilmar Lotz durchsetzen, die Detmold als Standort des Kreises Lippe befürwortete.
Im Jahr 1978 begannen am Hiddeser Berg in Detmold die Bauarbeiten für ein modernes Verwaltungsgebäude. Bereits am 16. Oktober 1981 weihte Oberkreisdirektor Hilmar Lotz das Kreishaus nach nur dreijähriger Bauzeit offiziell ein.
In Hilmar Lotz’ 21-jähriger Amtszeit fielen darüber hinaus ebenso wichtige und dringend notwendige Maßnahmen, wie die Modernisierung des Krankenhauswesens und der Aufbau der Hochschule Ostwestfalen-Lippe.

## Ehrungen/Titel
| Ehrungen/Titel                                                                                | Grund der Ehrung                                                             | Jahr |
| --------------------------------------------------------------------------------------------- | ---------------------------------------------------------------------------- | ---- |
| Verdienstkreuz erster Klasse des Verdienstordens der Bundesrepublik Deutschland               | Für seine Verdienste um die kommunale Neuordnung                             | 1973 |
| Deutsches Feuerwehr-Ehrenkreuz in Gold                                                        | Für hervorragende Leistungen auf dem Gebiet des Feuerwehrwesens              | 1979 |
| Verdienstnadel in Silber des Deutschen Jagdschutzverbandes                                    | Für Verdienste zur Förderung des Jagdwesens                                  | 1982 |
| Ehrennadel der Jugendfeuerwehr                                                                | Für Verdienste um den Aufbau und die Förderung der deutschen Jugendfeuerwehr | 1985 |
| Ehrenkreuz der Bundeswehr in Gold                                                             | Für Verdienste um die deutsche Bundeswehr                                    | 1985 |
| Verleihung der Ehrensenator-Würde der Fachhochschule Lippe                                    | Für besondere Verdienste um die Fachhochschule Lippe                         | 1985 |
| Großes Verdienstkreuz des Verdienstordens der Bundesrepublik Deutschland                      | Als Anerkennung der um Volk und Staat erworbenen Verdienste                  | 1986 |
| Officer of the Most Excellent Order of the British Empire                                     | Für seine Verdienste um die deutsch-britische Verständigung                  | 1988 |
| Verdienstabzeichen in Silber des Deutschen Jagdschutzverbandes                                | Für Verdienste zur Förderung des Jagdwesens                                  | 1989 |
| Verdienstmedaille des Deutschen Roten Kreuzes-Landesverband Westfalen-Lippe                   | Als Anerkennung besonderer Verdienste um das Rote Kreuz in Westfalen-Lippe   | 1995 |
| Ehrenzeichen des Deutschen Roten Kreuzes                                                      | Als Anerkennung besonderer Verdienste um das Deutsche Rote Kreuz             | 1996 |
| Treuenadel des Deutschen Jagdschutzverbandes                                                  | Zur 25-jährigen Mitgliedschaft im Landesjagdverband in NRW e. V.             | 1998 |
| Silberne Ehrennadel der Lemgoer Schützengesellschaft e. V.                                    | Zur 25-jährigen Mitgliedschaft in der Lemgoer Schützengesellschaft e. V.     | 1998 |
| Ehrennadel in Silber des Verbandes der Wohnungs- und Immobilienwirtschaft Rheinland Westfalen | Für hervorragende Verdienste um die Wohnungswirtschaft                       | 2003 |

## Zitate
„Wir sehen in unserer Arbeit die Erfüllung einer mitmenschlichen Aufgabe. Nun gibt es gewiss keine perfekte Verwaltung, weil es keine perfekten Menschen und keine vollkommene Welt gibt. Es gibt nur eine möglichst gute Verwaltung. Das wollen wir sein. Alle meine Mitarbeiter und ich wollen uns darum bemühen.“

„In den vergangenen Wochen ist mir viel Sympathie entgegengebracht worden. Ich habe mich darüber gefreut und möchte auch heute noch einmal sagen, dass ich gerne Oberkreisdirektor dieses schönen Lipperlandes mit ihren fleißigen, zuverlässigen Menschen war und dass ich einen kleinen Beitrag habe leisten können für Lippe und für unser Vaterland.“